# Bulbophyllum herbula
Bulbophyllum herbula là một loài phong lan thuộc chi Bulbophyllum.